# Honey, Just Allow Me One More Chance
Honey, Just Allow Me One More Chance è un brano musicale inciso dal musicista blues Henry "Ragtime Texas" Thomas nel 1927, con il titolo di Honey, Won't You Allow Me One More Chance. Venne reinterpretato da Bob Dylan nel suo secondo album The Freewheelin' Bob Dylan del 1963.

## Incisioni
- 1927 – Henry Thomas, 10" 78prm single Vocalion 1141 [3][4][5][6][7].
- 1963 – Bob Dylan,[8][9][10][11] nell'album The Freewheelin' Bob Dylan.
- 1970 – Flatt and Scruggs,[12][13] nell'album Final Fling [14].
- 2000 – Fernando Goin,[15] nell'album Mystery Train [16].
- 2011 - Rory Mcleod, nell'album di Radio 2 BBC The Freewheelin' Bob Dylan: A Folk Tribute[17].